# Pseudohydromys germani
Chuột rêu một răng German (Danh pháp khoa học: Pseudohydromys germani) là một loài gặm nhấm trong họ Muridae xuất hiện ở vùng núi phía đông nam New Guinea. Nó được biết đến từ một mẫu vật duy nhất, một con đực trưởng thành đã bị bắt ở độ cao 1300 m ở làng Munimun, tỉnh Milne Bay, đông nam Papua New Guinea vào tháng 8 năm 1992. Pseudohydromys germani lần đầu tiên được nhà sinh vật học Kristofer Helgen và được đặt tên theo Pavel German, người đã tóm bắt được mẫu vật này. 

## Phân loại
Nó được mô tả lần đầu tiên trong chi Mayermys, nhưng chi này, chỉ bao gồm hai loài đã được xem là đồng nghĩa với nhau trong Pseudohydromys vì sự gần giống hình thái gần nhau giữa Mayermys và các loài khác hiện đang được xếp trong chi Pseudohydromys. Là một thành viên của chi Xeromys trong phân họ Murinae (chuột Cựu thế giới), Pseudohydromys germani có liên quan đến chuột nước Xeromys myoides của Australia và miền Nam New Guinea và ba loài Leptomys, một chi khác của New Guinea và xa hơn đối với các loài khác New Guinea và loài gặm nhấm của Úc, bao gồm cả chuột nước. 

## Đặc điểm
Nó chỉ có một răng hàm và chỉ có một răng cửa trong mỗi góc phần tư cho tổng cộng tám cái răng, ít hơn bất kỳ loài gặm nhấm khác ngoại trừ những họ hàng của nó là chuột rêu một răng (Pseudohydromys ellermani) và Paucidentomys được mô tả gần đây, chúng thiếu tràm hoàn toàn. Giống như những họ hàng của nó, Pseudohydromys germani là một con chuột có kích thước nhỏ, không giống lắm với những con chuột chũi, nhưng hơi to hơn một chút và có đôi tai đậm hơn (màu xám đậm như tương phản với màu xám nhạt) và một cái đuôi có lông thưa với bộ lông ngắn (loài khác có nhiều hơn và lông dài hơn). Những chiếc răng hàm của nó thậm chí còn nhỏ hơn (ít hơn 1 mm) so với răng nhỏ của các loài khác. Các răng cửa trên được gọi là proodont, nhưng ít hơn so với những chuột con một răng. Chiều dài từ đầu đến thân của nó là 105 mm, chiều dài đuôi từ 103 mm, chiều dài chân sau đat 21 mm, chiều dài tai đên 12,6 mm và trọng lượng cơ thể đạt 29,5g.